# Łódzki Klub Sportowy (voleibol feminino)
O Stowarzyszenie Łódzki Klub Sportowy Siatkówka Żeńska Łódź é um clube de voleibol polonês fundado em 1929

## História
O voleibol já vinha sendo introduzido no início da década de 1920, na época era apenas uma atividade complementar para os atletas do atletismo e futebol. A mudança ocorreu em 1929, quando um departamento de jogos esportivos foi criada, quando entre outras modalidades o voleibol foi incluído, desde então ganhando força e crescendo em popularidade no clube..
Nos primeiros anos os jogadores de voleibol não figuravam como estrelas, eram coadjuvantes dos maiores talentos do país. Em 1931, eles disputaram o Campeonato Polonês, repetiram o feito na próxima edição e ainda o título da Copa da Polônia, fizeram parte do elenco:Edward Ałaszewski, Roman Chłodziński, Wilhelm Krauze, Paweł Linka, Stefan Olczak, Waclaw Pegza, Włodzimierz Pęski, Wacław Weigt, Alojzy Welnic e Władysław Załęski.E entre o elenco feminino, a mais conhecida do período entre-guerras foi Maria Kwaśniewska, esta foi medalhista de bronze nos Jogos Olímpicos de 1936 em Berlim, no arremesso de dardo, também atuava no basquetebol e, que também jogou outros jogos de equipe: basquete e handebol.
Após a Segunda Guerra Mundial, durante muito tempo não houve voleibol no Łódzki Klub Sportowy, perdurando até 1958, no 50º aniversário do clube, que o departamento de voleibol feminino foi reativado, contanto com o técnico Ryszard Felisiak, entre as jogadoras estava a lendária Teresa Wieczorek, e já se aproximando da  promoção para a segunda divisão do campeonato nacional, mas não conseguiram o feito sendo eliminadas nos playoffs em Przemyśl, ocorrendo apenas tres anos depois.
As décadas de 60 e 70 foram um período de trabalho contínuo  de Ryszard Felisiak, e conseguiu a promoção a elite nacional em 1968, quando oo departamento de voleibol completava 10 anos de reativação e pela primeira vez o elenco juvenil conquistaram o título nacional, e este mesmo treinador paralelamente treinava o elenco juvenil da equipe e da seleção juvenil para o inédito bronze no Campeonarto Europeu de 1973 e atletas do clube estavam neste resultado, foram um total de cinco: Barbara Brzezińska, Halina Iskrzycka, Alicja Maciejewicz, Anna Wypijewska e Joanna Zygmunt.
Nos anos seguintes, os jogadores de vôlei raramente jogavam na primeira divisão, com a mudança de quantitativo de times, reduzindo de doze para oito times, tornou-se cada vez mais difícil o acesso ou permanência, com uma média de idade da categoria Sub-20, mesmo assim em 1976 conquistaram em 1976 o título da Copa da Polônia, feito inesperado, e depois disputaram apenas a segunda divisão.
Em 1980, logo após obter a promoção da primeira liga, demitiram o técnico Ryszard Felisiak que já completava 20 anos no clube e praticamente do zero o lendário jogador de basquete Józef Żyliński assumia o cargo e tinha difícil missão de compor um elenco novo, trazendo jogadoras de muitas partes do país, e os êxitos pouco a pouco eram obtidos com seu empenho, que vinha sendo preparado por Andrzej Niemczyk e pelo lendário treinador campeão olímpico  de Montreal, Hubert Wagner, recebeu propostas da Alemanha e da Itália, mas optou pelo clube que tinha como sua casa.
Apenas dois anos após a promoção, o time conquistou a primeira medalha nacional, o vice-campeonato,competindo de igual para igual, em alto nível contra os outros semifinalistas  Czarni Słupsk, Płomień Sosnowiec e Start Łódź; a equipe era composta por Jolanta Bartczak, Agnieszka Dudkiewicz, a capitã Irena Krogulska, Dorota Mamrot, Marzena Matecka, Katarzyna Pilarczyk, Anna Rozpiórska Elbieta Rychter, Anna Szalbot e Małgorzata Trojanowska, sob o comando de Jerzy Matlak.
Os anos seguintes do nosso clube foram tão bem sucedidos como a temporada do campeonato e até o final da década de 1980, obtiveram um vice-campeonato e tres terceiros lugares.Em 1990, alcançou o maior triunfo no cenário internacional, avançando a fase final da Copa CEV , na época possuía esta nomenclatura, atualmente é Challenge Cup, realizada em Izmir em meados de fevereiro, na ocasião confrontou-se com o então vice-campeão da Alemanha, o TSC Berlin, e estavam naquela ocasião :Agnieszka Bieńkowska, Beata Bogotczak, Mirosława Długołęcka, Grażyna Jaszczuk, Anna Lipska, Agata Marszałek, Marzena Pońska, Elżbieta Rychlicka, Marzena Szewczyk e Magdalena Zarzycka e o time foi trenado por Marek Makarski.
Um ano após tal resultado, o time foi rebaixado para segunda divisão, decepcionando os fãs e contrataram Jerzy Matlak para treinar o time, que mais traria para o clube o primeiro título do Campeonato Polonês de 1983.Antes disso, obteve a promoção a elite nacional, mas com muitas dificuldades o departamento foi desativado; posteriormente foi reativado novamente, recomeçando de divisões inferiores, promovendo o time com elenco qualificado juvenil.Finalmente, em 2001, depois de muitos anos de luta voltaram a segunda divisão, mas por ter um custo alto não prosseguiu, e em 2006 foi rebaixado a terceira divisão.
Mesmo com mal retrospecto os associados do clube não cessaram os esforços para retomar a atividade do voleibol de em 2010, foi criada a Stowarzyszenia ŁKS Siatkówka Żeńska,que deu continuidade as atividades do clube, subindo de divisão apos um ano, a terceira especificamente, e em 2014, promoveu-se a segunda divisão e dois anos depois voltou a elite nacional, apos 23 anos.
Na primeira temporada na elite, utilizou a alcunha ŁKS Commercecon Łódź, contando o técnico eslovaco Michal Mask, terminou na sexta posição  e na temporada 2017-18 o Presidente Hubert Hoffman colocou o time entre os quartos melhores do país, contratando a oposto brasileira Regiane Bidias, sendo a camisa "10", conquistaram o vice-campeonato do Campeonato Polones e o vice-campeonato também na Copa da Polônia, acompanhados por 32 226 expectadores, outro fato importante da temporada foi a qualificação para a Liga dos Campeões da Europa de 2018-19.

## Títulos

### Competições Nacionais
Copa da Polônia:
- 1976, 1982, 1986[2]
- 2018[2]
- 1984, 1987, 1988, 1990[2], 2021

Campeonato Polonês:
- 1983[2], 2019
- 1982, 1986, 2018[2]
- 1985, 1987, 1989[2], 2020, 2021

## Elenco

### Temporada 2021/2022
Temporada 2021/2022